# Moritz Rappaport

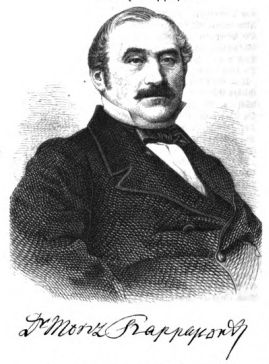
Moriz Rappaport

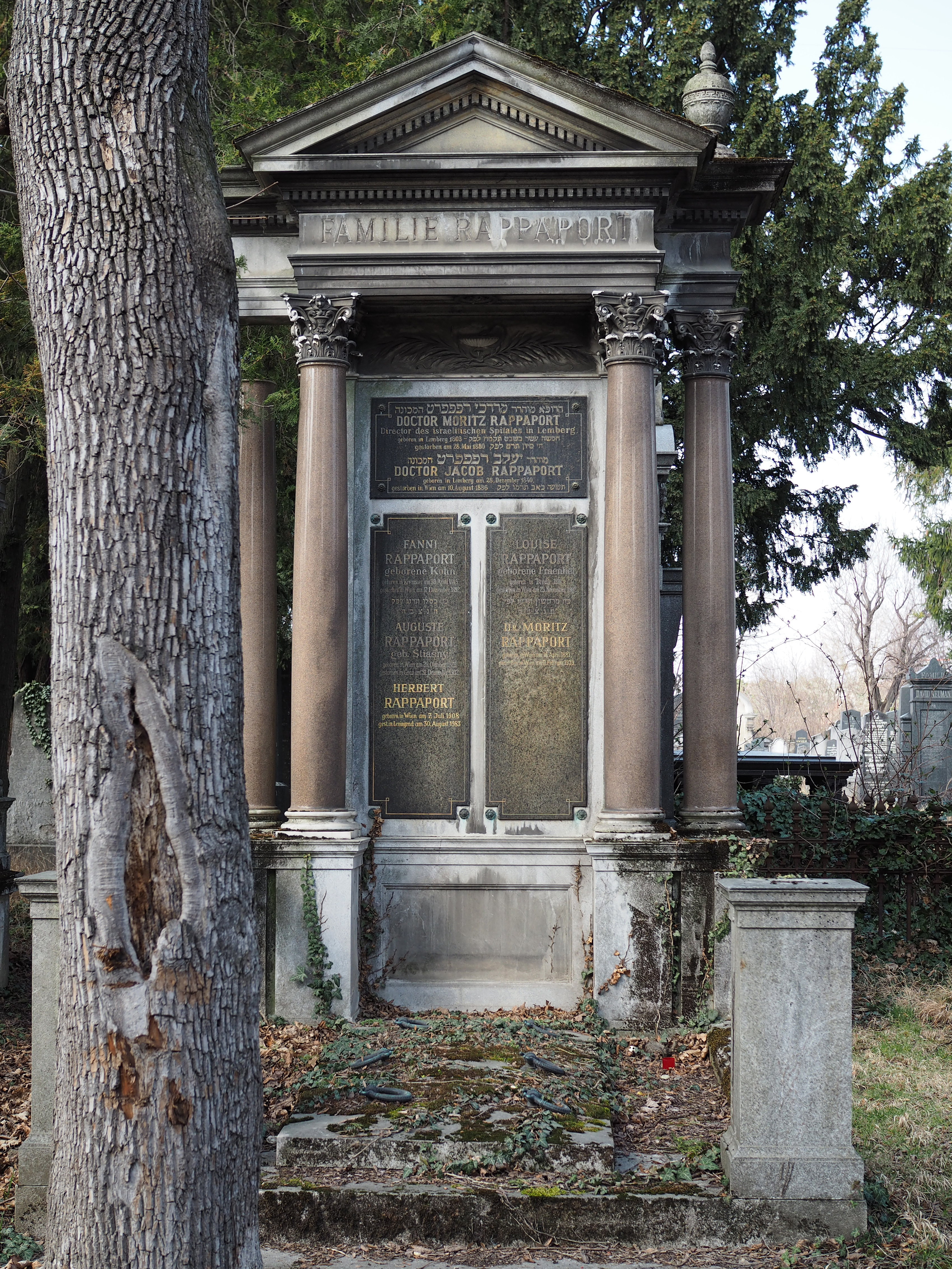
Grab von Moritz Rappaport in der Familiengruft auf dem Wiener Zentralfriedhof

Moritz Rappaport, auch Moriz, (geboren 19. Januar 1808 in Lemberg, Kaisertum Österreich; gestorben 28. Mai 1880 in Wien, Österreich-Ungarn) war ein österreichischer Arzt, Journalist und Schriftsteller in Galizien.

## Leben
Moritz Rappaport war ein jüngerer Cousin des Prager Großrabbiners Solomon Judah Löb Rapoport (1790–1867). Sein Vater Salomon Simche Rappaport gehörte zu den Maskilim und zum Reformjudentum, seine Mutter Eva Schohem hingegen zum orthodoxen Judentum, so dass es im Elternhaus zu Auseinandersetzungen wegen seiner Erziehung kam.
Rappaport besuchte bis 1822 die Schule in Lemberg und zog mit der Familie nach Wien, wo er in das Schottengymnasium aufgenommen wurde. Unter der Aufsicht von Leo Herz und dem Druck seiner Mitschüler musste er dort seinen polnisch und jiddisch geprägten Akzent ablegen. Ab 1829 studierte er Medizin an der Universität Wien und der Universität Pest und wurde 1833 promoviert. Er ließ sich als Arzt in Lemberg nieder und wurde alsbald zum Primararzt und Direktor des israelitischen Spitals. Er war ein aktives Mitglied in der jüdischen Gemeinde Lembergs und war auch Mitglied des Stadtrates.
Rappaport gründete 1841 die Leseblätter für Stadt und Land zur Beförderung der Kultur in Kunst, Wissenschaft und Leben als Beiblatt zur amtlichen Lemberger politischen Zeitung und redigierte auch diese bis 1848. Für die Leseblätter konnte er Beiträge von Anastasius Grün, Barbara Elisabeth Glück, Ludwig August Frankl und Constantin von Wurzbach gewinnen. Seine eigenen Gedichte, Gelegenheitsgedichte und Erzählungen erschienen unter dem Pseudonym Max Reinau. Er verfasste in erzieherischer Absicht die Gedichte Mose. Episches Gedicht (1842), Hebräische Gesänge. Metrisch nachgebildet (1860) und Bajazzo (1863). Im Revolutionsjahr 1848 veröffentlichte er das erste zensurfreie Gedicht in Galizien: Constitutionsweihe und Amnestie und schrieb für Max Letteris in dessen kurzlebigem Österreichischen Centralorgan für Glaubensfreiheit, Kultur, Geschichte und Literatur der Juden. Rappaport übersetzte zeitgenössische polnische Lyrik und schrieb auch in polnischer Sprache, die sich mit dem Galizischen Ausgleich im jüdischen Bürgertum durchsetzte.
Zwischen 1872 und 1878 wohnte er in Wien, wo seine Erblindung einsetzte, die 1878 vollständig war. Zum 70. Geburtstag seines Wiener Studienfreundes Ludwig August Frankl verfasste er noch 1880 die Vierzehn Sonette.
Moritz Rappaport war mit Luise verheiratet; seine Kinder waren Rosalie und Jakob Rappaport.
Moritz Rappaport ruht in der alten israelitischen Abteilung des Wiener Zentralfriedhofes (Tor 1, Gruppe 6, Reihe 1, Nr. 9).